# ビーンバッグ投
ビーンバッグ投（ビーンバッグなげ）は、重度障害者のために考案された障害者スポーツである。

## 概要
手にも障害があるような重度障害者である車椅子使用者を対象とした投擲種目である。ビーンバッグと呼ばれるものを投げ、どれだけ遠くに飛ばせるかを競う。ビーンバッグを足に乗せて蹴りだすことなども含めて投げ方は自由である。
ビーンバッグはよく乾燥した大豆等を入れた袋で、大きさは12cm四方、重量は150g。
全国障害者スポーツ大会の陸上競技の投擲種目の一つに採用されている。なお、日本ローカルに発展した競技の一つであり、国際的な大会では本競技は採用されていない。